# Tour de Alsacia
El Tour de Alsacia (oficialmente y en francés: Tour Alsace) es una carrera ciclista profesional por etapas francesa que se disputa en Alsacia, que comienza a finales del mes de julio y a veces se extiende hasta finales del mes de agosto.
Creada en 2004, hasta 2006 fue una carrera amateur. En 2007 se integró en el circuito profesional del UCI Europe Tour, dentro de la categoría 2.2.
En las ediciones de 2008, 2009 y 2011 la primera etapa ha sido una prólogo contrarreloj por equipos en las calles de Sausheim que no cuenta para la clasificación general, teniendo la consideración de etapa no oficial de exhibición. En sus ediciones profesionales siempre ha tenido cinco etapas, sin contar el prólogo de exhibición.

## Palmarés
| Año                     | Ganador                | Segundo               | Tercero             |           |
| ----------------------- | ---------------------- | --------------------- | ------------------- | --------- |
| Ediciones amateur       |                        |                       |                     |           |
| 2004                    | Stéphan Ravaleu        | Jérome Chevallier     | Olivier Grammaire   |           |
| 2005                    | Alexandr Sabalin       | Thijs Zonneveld       | Julien Guiborel     |           |
| 2006                    | Johannes Fröhlinger    | Alexandr Pliuschin    | Nicolas Reynaud     |           |
| Ediciones profesionales |                        |                       |                     |           |
| 2007                    | Benoît Luminet         | Paul Moucheraud       | Giuseppe Ribolzi    |           |
| 2008                    | Robert Bengsch         | Hannes Blank          | Steve Houanard      |           |
| 2009                    | Simon Zahner           | Lubomír Petruš        | Frederik Wilmann    |           |
| 2010                    | Wilco Kelderman        | Hubert Schwab         | Nicolas Edet        |           |
| 2011                    | Thibaut Pinot          | Stian Remme           | Nikita Nowikow      |           |
| 2012                    | Jonathan Tiernan-Locke | Alexandr Pliuschin    | Warren Barguil      |           |
| 2013                    | Silvio Herklotz        | Fernando Orjuela      | Philipp Walsleben   |           |
| 2014                    | Karel Hník             | Jack Haig             | Jan Hirt            |           |
| 2015                    | Vegard Stake Laengen   | Sam Oomen             | Bjørn Tore Hoem     |           |
| 2016                    | Maximilian Schachmann  | Scott Davies          | Kilian Frankiny     |           |
| 2017                    | Lucas Hamilton         | Carl Fredrik Hagen    | Brandon McNulty     |           |
| 2018                    | Geoffrey Bouchard      | Marc Hirschi          | Brandon McNulty     |           |
| 2019                    | Thomas Pidcock         | Michal Schlegel       | Jimmy Janssens      |           |
| 2020                    | cancelada              | cancelada             | cancelada           | cancelada |
| 2021                    | José Félix Parra       | Sébastien Reichenbach | Leon Heinschke      |           |
| 2022                    | Finlay Pickering       | Lennert Van Eetvelt   | Roland Thalmann     |           |
| 2023                    | Sebastian Berwick      | Mathys Rondel         | Frank van den Broek |           |
| 2024                    | Joris Delbove          | Colby Simmons         | Jørgen Nordhagen    |           |
| 2025                    | Markel Beloki          | Kamiel Eeman          | Axel Mariault       |           |

## Palmarés por países
| País            | Victorias |
| --------------- | --------- |
| Francia         | 5         |
| Alemania        | 4         |
| Reino Unido     | 3         |
| Australia       | 2         |
| España          | 2         |
| Moldavia        | 1         |
| Suiza           | 1         |
| Países Bajos    | 1         |
| República Checa | 1         |
| Noruega         | 1         |